# Ladislaus Löb

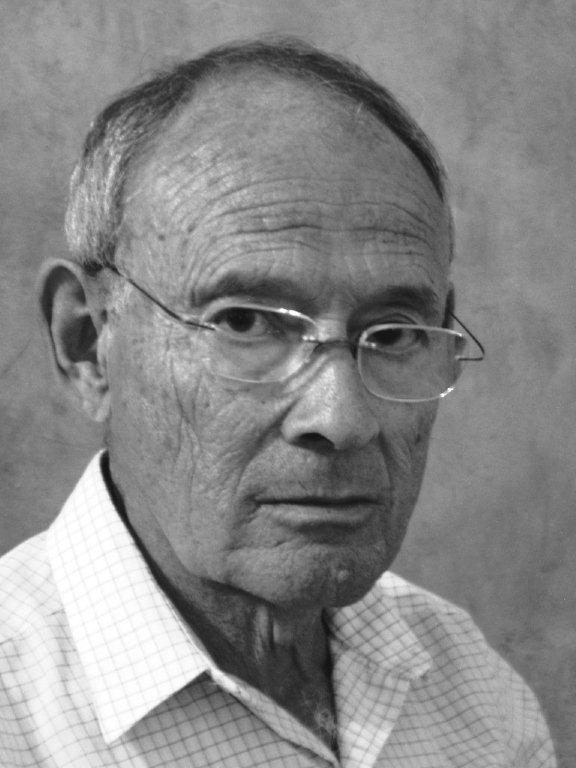
Ladislaus Löb, 2003

Ladislaus Löb (geboren 8. Mai 1933 in Klausenburg; gestorben 2. Oktober 2021 in Zürich) war ein Schweizer Germanist und Überlebender des KZ Bergen-Belsen.

## Leben

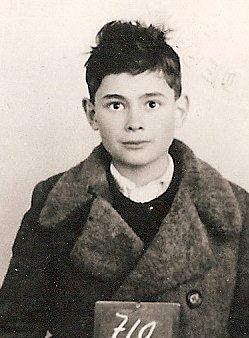
Ladislaus Löb nach der Ankunft in der Schweiz am 7. Dezember 1944.

Seine ersten zehn Jahre verbrachte Löb in der siebenbürgischen Kleinstadt Margitta als einziges Kind des Kaufmanns Izsó Löb; seine Mutter, Jolán geb. Rosenberg, starb 1942 an Tuberkulose. Im Mai 1944 wurde Löb mit seiner ganzen Verwandtschaft in Klausenburg ghettoisiert, floh aber mit seinem Vater nach Budapest und schloss sich der „Kasztner-Gruppe“ an. Die knapp 1700 Menschen sollten auf Grund eines Geschäfts zwischen Adolf Eichmann und dem jüdischen Zionistenführer Rezső Kasztner nach Palästina ausreisen, wurden aber fünf Monate im KZ Bergen-Belsen festgehalten, bevor Eichmann sie im Dezember 1944 in die Schweiz freiließ.
In der Schweiz verbrachte Löb zwei Jahre in der Ecole d’Humanité, besuchte ab 1948 das Realgymnasium Zürich, unter anderem mit Walter Renschler, und studierte von 1953 bis 1961 Anglistik und Germanistik an der Universität Zürich.
1963 nahm er eine Stelle an der University of Sussex in Brighton an. Er lehrte deutsche Sprache und Literatur sowie Vergleichende Literaturwissenschaft. Als Gastdozent war er an der Universität Konstanz und am Middlebury College tätig. Vor der Emeritierung 1993 publizierte er hauptsächlich literaturwissenschaftliche Arbeiten; seither konzentrierte er sich auf Übersetzungen aus dem Deutschen oder Ungarischen. Sein autobiographisch-historisches Buch über sein Erlebnis des Holocausts und das Schicksal Rezső Kasztners erschien in sechs Sprachen.
Von 2017 bis zu seinem Tod 2021 lebte er in Zürich, 50 Jahre lang lebte er in Brighton.

## Auszeichnungen
- 2012 Austrian Holocaust Memorial Award

## Schriften (Auswahl)

### Monographien
- Mensch und Gesellschaft bei J.B. Priestley (= Schweizer anglistische Arbeiten Bd. 53). Francke, Bern 1962 (= Dissertation, Universität Zürich, 1962).
- From Lessing to Hauptmann: Studies in German Drama. University Tutorial Press, London 1974.
- Christian Dietrich Grabbe. Metzler, Stuttgart/Weimar 1996, ISBN 3-476-10294-7.
- Geschäfte mit dem Teufel: Die Tragödie des Judenretters Rezső Kasztner. Bericht eines Überlebenden. Böhlau, Köln 2010, ISBN 978-3-412-20389-4.

### Übersetzungen
- Krisztián Ungváry: Battle for Budapest 1944–1945 (London 2002)
- Otto Weininger: Sex and Character (London 2003)
- Béla Zsolt: Nine Suitcases (London 2005)
- Friedrich Nietzsche: Writings from the Early Notebooks (Cambridge 2009)

### Weiteres
- Viele Beiträge zu wissenschaftlichen Aufsatzsammlungen, Zeitschriften und Zeitungen